# Narcissus elegans
Narcissus elegans és una espècie de planta bulbosa de la família de les amaril·lidàcies i la Secció botànica Serotini (Parl.), juntament amb les espècies N. serotinus, N. obsoletus i N. viridiflorus segons Flora Iberica. Les fulles són de secció semicircular i la corona és molt curta. Els narcissos són plantes herbàcies bulboses; en aquesta espècie el bulb subglobós presenta túniques externes de color marró fosc. Les fulles linears, de marge llis i de secció semicircular cobertes a la base per beines que venen del bulb per prolongació de les túniques externes. Les flors són solitàries de color blanc.

## Distribució
Creixen en clarianes de matollars i bosquines d'ullastres i lleixes de roquissars calcaris.

## Observacions
És una espècie singular dins del seu gènere per la seva corona vestigial i el seu tub molt curt.